# Limnophora triangularis
Limnophora triangularis är en tvåvingeart som beskrevs av Couri, Pont och Penny 2006. Limnophora triangularis ingår i släktet Limnophora och familjen husflugor.
Artens utbredningsområde är Madagaskar. Inga underarter finns listade i Catalogue of Life.